# Oriol Ripol
Oriol Ripol i Fortuny (Barcellona, 6 settembre 1975) è un allenatore ed ex giocatore spagnolo di rugby a 15.
Si tratta del primo giocatore del suo Paese a vincere un campionato di lega in Inghilterra, con il Sale Sharks nella Premiership 2006.
Dopo il termine della carriera agonistica alterna l'attività tecnica a quella di procuratore.

## Biografia
Catalano di Barcellona e figlio d'arte, privilegiò da sempre il rugby al calcio, essendo cresciuto fino dall'età di 6 anni presso il Barcelona Universitari Club e, in seguito, frequendando spesso gli incontri oltreconfine del Perpignano in Francia.
Dopo il diploma fu in Nuova Zelanda all'Università di Auckland sia per motivi di studio che per apprendere il gioco secondo avanzate tecniche d'allenamento e al ritorno in patria entrò nel Santboiana, dove si mise in luce a livello nazionale; debuttante per la Spagna nel 1996, con essa prese parte alla Coppa del Mondo 1999 nel corso della quale fu impiegato in un solo incontro, nella fase a gironi contro l'Uruguay.
Al termine dell'esperienza in Coppa del Mondo fu in Galles al Bridgend e successivamente di nuovo in Spagna all'Alcobendas di Madrid prima di uno stage prestagionale in Francia allo Stade Montois dal quale passò in Inghilterra, Paese nel quale trascorse i successivi dieci anni di carriera: a Rotherham nel 2001, dopo una sola stagione fu ingaggiato da Northampton.
Nel 2003 chiese alla propria federazione di non convocarlo più in nazionale per impossibilità di conciliare gli impegni in Inghilterra con l'attività internazionale per la Spagna, i cui scarsi risultati non giustificavano il dover rinunciare ad allenamenti e sedute con il club che gli pagava lo stipendio; come gesto conciliatorio comunicò alla federazione che avrebbe provato a contrattare con il proprio club, in sede di rinnovo, una o più finestre di disponibilità internazionali, ma di fatto la convocazione più recente di Ripol rimase quella del 2002 nel corso del campionato europeo contro il Portogallo, lo stesso avversario dell'esordio.
Dopo un breve passaggio in Italia al Parma, fu nuovamente in Inghilterra e, a metà stagione 2004-05, fu ingaggiato dal Sale Sharks con cui si aggiudicò la Challenge Cup in quella stessa stagione; l'anno successivo giunse con la squadra alla finale di Premiership a Twickenham che Sale vinse battendo Leicester e al cui punteggio Ripol contribuì con una meta personale, divenendo così il primo spagnolo ad aggiudicarsi un campionato maggiore inglese di lega.
Dopo cinque stagioni a Sale firmò per un ultimo anno da professionista al Worcester in Championship, la seconda divisione, al termine della quale il club fu promosso in Premiership; durante la sua ultima stagione fu assunto da Iberian Rugby Contact, agenzia spagnola di rappresentanza sportiva, della quale divenne procuratore per l'area del Regno Unito.
Ripol vanta inoltre un invito nei Barbarians in occasione di un incontro di beneficenza tenutosi al Twickenham Stoop nel 2003 contro una selezione del London Irish.
Vive in Svezia, Paese d'origine di sua moglie, e dal 2022 lavora per la locale federazione rugbistica come responsabile del centro nazionale di sviluppo.

## Palmarès
- Premiership: 1
Sale Sharks: 2005-06
- Challenge Cup: 1
Sale Sharks: 2004-05